# Un lourd passé
Un lourd passé est le 17e épisode de la saison 7 de la série télévisée Buffy contre les vampires.

## Résumé
Lors d'un flashback, on voit Robin Wood enfant alors que sa mère combat Spike dans Central Park. Spike prend l'avantage mais est distrait par Robin. Il part et promet de revenir. Nikki dit à son fils que la mission est tout ce qui compte. Dans le présent, Buffy, Spike et Robin combattent des vampires et Spike sauve la vie du proviseur qui était sur le point d'être tué. Giles continue de penser que le vampire est trop dangereux pour être laissé libre. Il a apporté une pierre magique à introduire dans la tête de Spike afin que le groupe puisse enfin apprendre par quel stimulus la Force peut arriver à le contrôler. La pierre replonge Spike dans son passé d'humain. On apprend son affection pour sa mère, souffrante de tuberculose. Il semblerait que ce qui déclenche le stimulus soit une chanson, Early One Morning, que lui chantait sa mère quand il était enfant.
Willow, qui a reçu un appel de Fred, part pour Los Angeles. Wood vient trouver Giles, les deux s'accordant sur le fait que Spike doit mourir. Ils mettent au point un plan pour se débarrasser de lui. Giles part avec Buffy en patrouille pour la distraire alors que Wood emmène Spike dans un endroit où il sera, selon ses dires, en sûreté. Les murs de ce lieu sont couverts de croix et Wood révèle alors son identité à Spike, avant de mettre en route la chanson Early One Morning, ce qui déclenche le stimulus faisant perdre le contrôle à Spike. Alors que Wood et Spike combattent, ce dernier continue à être replongé dans son passé. On apprend comment il a changé sa mère en vampire pour éviter qu'elle meure et comment elle l'a humilié une fois transformée. La souffrance psychologique de Spike permet à Wood de prendre l'avantage. La thérapie arrive à son terme quand Spike prend conscience que sa mère l'aimait et qu'il l'a tuée, deux fois. Spike, dès lors libéré du stimulus, renverse alors le cours du combat. 
Dans le même temps, Buffy se rend compte que Giles essaie de la distraire et se précipite au repaire de Wood où elle trouve le proviseur sonné mais vivant. Spike lui dit qu'il l'a épargné pour compenser le fait qu'il a tué sa mère. Buffy vient ensuite trouver Wood en le prévenant de ne pas recommencer ce genre de vendetta personnelle car la mission est tout ce qui compte (ce qui renvoie Wood à ce que lui avait dit sa mère). Plus tard, Buffy a une explication avec Giles et lui dit qu'elle n'a plus rien à apprendre de lui.

## Production
Les nombreux flashbacks sur le passé de Spike devaient à l'origine faire partie de l'épisode Le Sceau de Danzalthar, où le Scooby-gang cherche l'origine du stimulus utilisé par la Force pour contrôler le vampire, mais l'épisode aurait été trop long. Ils ont donc été intégrés dans cet épisode coécrit par David Fury et Drew Goddard, qui l'ont tous deux trouvé très difficile à écrire mais pour des raisons différentes : Goddard car il ne savait pas quel ton adopter car on ne sait pas très bien où sont les gentils et les méchants dans cet épisode, tous les personnages étant en nuances de gris, et Fury car il craignait que toutes les histoires en toile de fond et la mythologie dense alourdissent l'intrigue.
L'épisode était trop long de 12 minutes et David Fury a donc du se résoudre à contrecœur à éliminer plusieurs scènes qu'il appréciait beaucoup, notamment une scène comique entre Alex et Andrew et surtout une conversation entre Spike et Robin Wood où les deux personnages se testent mutuellement en déplaçant une bouteille de whisky, juste avant que Wood n'emmène Spike chez lui. Fury a également coupé une scène où Giles avouait à Buffy qu'il avait tué Ben.
David Fury voulait intituler l'épisode Mothers and Sons mais Drew Goddard lui a fait remarquer qu'il traitait aussi des rapports entre Buffy et Giles et il a donc été renommé. La scène d'ouverture censée se dérouler à Central Park a en fait été tournée à Griffith Park, à Los Angeles, et des plans d'immeubles new-yorkais ont été ensuite ajoutés au montage.